# Matoaka
Matoaka – miasto w Stanach Zjednoczonych, w stanie Wirginia Zachodnia, w hrabstwie Mercer.